# Zapor Tadmor
Zapor Tadmor se nahaja v sirskem puščavskem mestu Tadmor (ki je sicer znano kot antična Palmira), okoli 200 km severovzhodno od Damaska. 
Zapor se nahaja v zgradbi vojašnice, ki so jo kmalu po 1. svetovni vojni postavile francoske kolonialne sile.
Zapor, že prej znan po krutih razmerah, kršenju človekovih pravic, mučenju in naglih usmrtitvah, je postal še posebeno zloglasen v 80. letih 20. stoletja, ko je islamistično gibanje Muslimanska bratovščina neuspešno poskušalo izvesti atentat na takratnega sirskega predsednika Hafeza al Asada. Upravitelj zapora, predsednikov brat Rifat, je tu dal mučiti in zverinsko pobiti okoli 500 osumljencev za spodleteli atentat.
Kljub temu, da je po letu 2000 Bašar al Asad, ki je nasledil preminulega očeta, dal zapreti več zloglasnih zaporov po državi, zapor v Tadmoru še vedno deluje.